# 百寶嵌
百寶嵌是一種漆器工藝。

## 工藝
百寶嵌的做法是將不同的材料鑲嵌在漆器的表面，以作裝飾，其手法類似螺鈿，其嵌鑲的材料包括金、銀、珊瑚、珍珠、碧玉、翡翠、象牙、蜜蠟、瑪瑙、玳瑁、車渠、青金、沉香、綠松石和各類寶石等。

## 歷史
百寶嵌的技法至晚西漢已見雛形，在明朝漸見流行，嘉靖年間揚州的漆器工匠周筑的作品尤為上品。在清朝，百寶嵌發展成家具製作的重要技術，百寶嵌漆器在乾隆年間的揚州、北京和廣州尤其盛行。